# 坑口 (將軍澳)

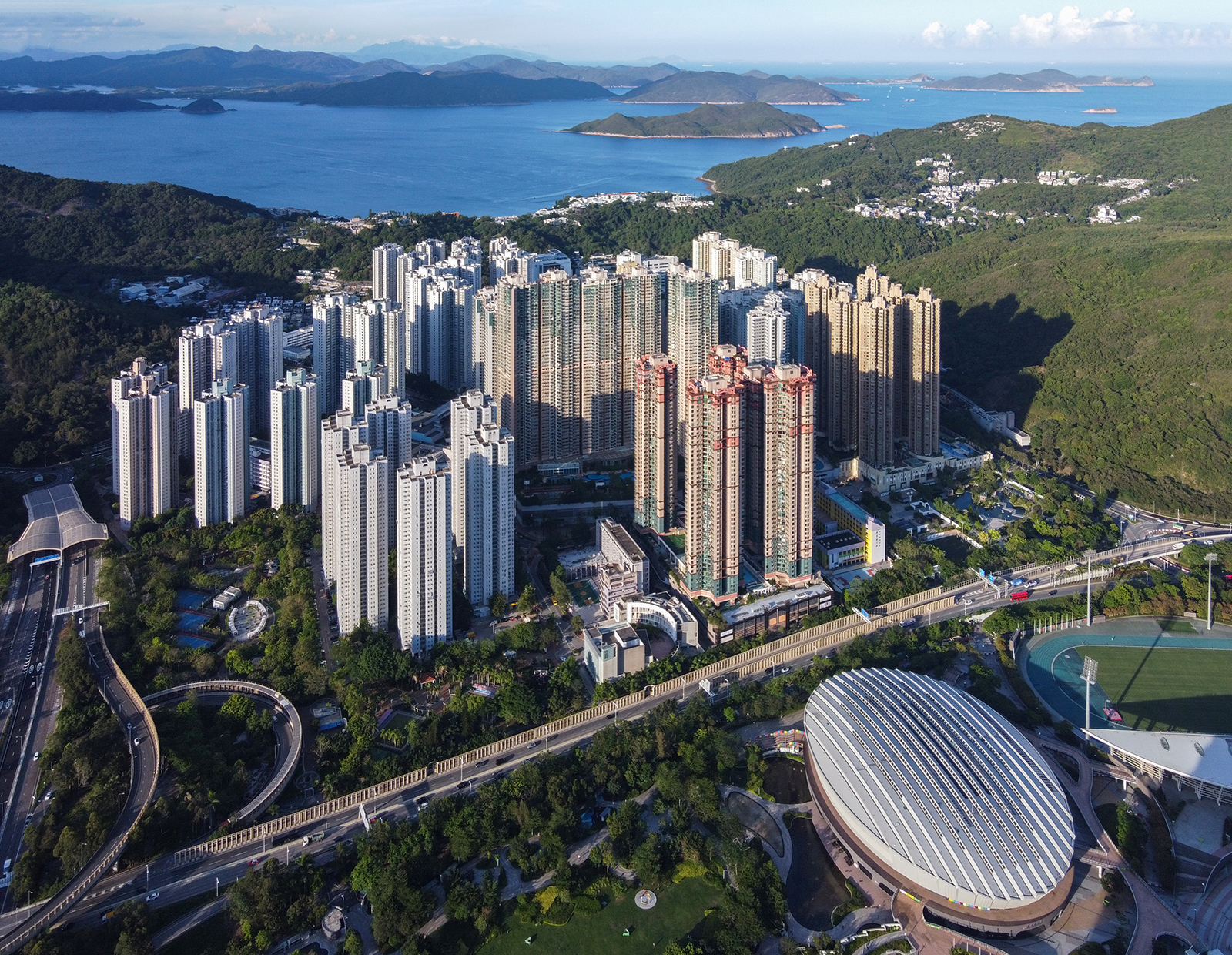
遠望坑口住宅群（左起：頌明苑、安寧花園、蔚藍灣畔、南豐廣場、海悅豪園）

坑口（英語：Hang Hau），是香港新界西貢區將軍澳新市鎮的一部份。現在坑口的土地，大部份均是原來的鴨仔灣填海而來。

## 歷史

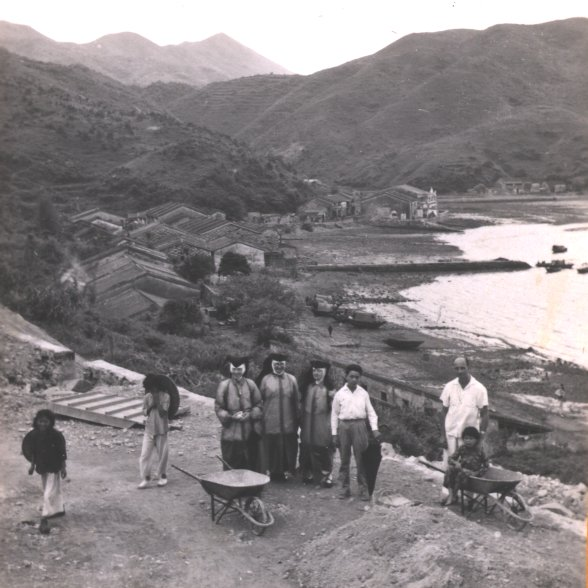
1950年代的坑口村、半見村一帶

從前孟公屋附近有一條大水坑，其澗水源源不絕，並經此流進大海，所以稱為坑口。
在開發新市鎮前，坑口附近有坑口村、半見村和水邊村，組成為坑口鎮。坑口村屬於坑口鄉事委員會屬下鄉村之一，原位於現將軍澳醫院一帶之位置，於17世紀末開村，根據當地村民記述，坑口村為將軍澳最早有居民定居的村落。村民多是雜姓，以黃、張兩姓人士居多，居民多以漁農為業。水邊村並非原居民村落，村民原為漁民。1960年代後期，居民獲美國經濟援助協會資助於坑口道下的山坡建村。1989年政府發展坑口一帶，制定新規劃，坑口村逐被遷至寓安里現址重建，入口處建有「坑口村」牌坊。在1960年代至1980年代間，坑口曾是拆卸大型船隻的地方。
位於昭信路南面田下灣村和佛頭洲村，原本分別位於清水灣半島南部田下山西面海濱和佛堂洲北岸，本為漁民聚居之地。1990年代初，田下灣海濱進行填海，並與其東面之佛頭洲島連接，將平整後之土地作工業用途，該村遂被拆卸，並遷置今田洲路坑口天后古廟兩旁。

## 社區規劃

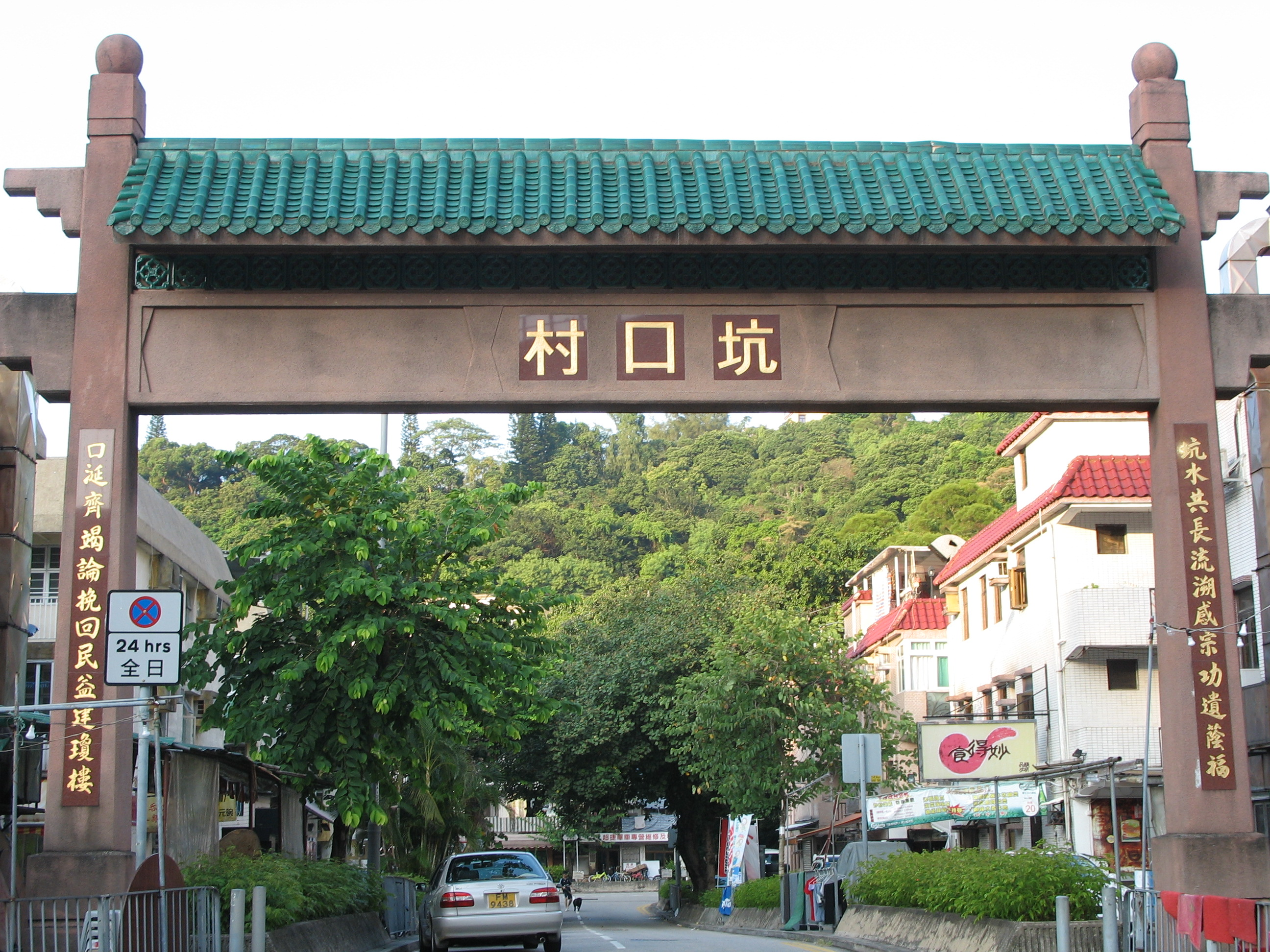
坑口村牌坊

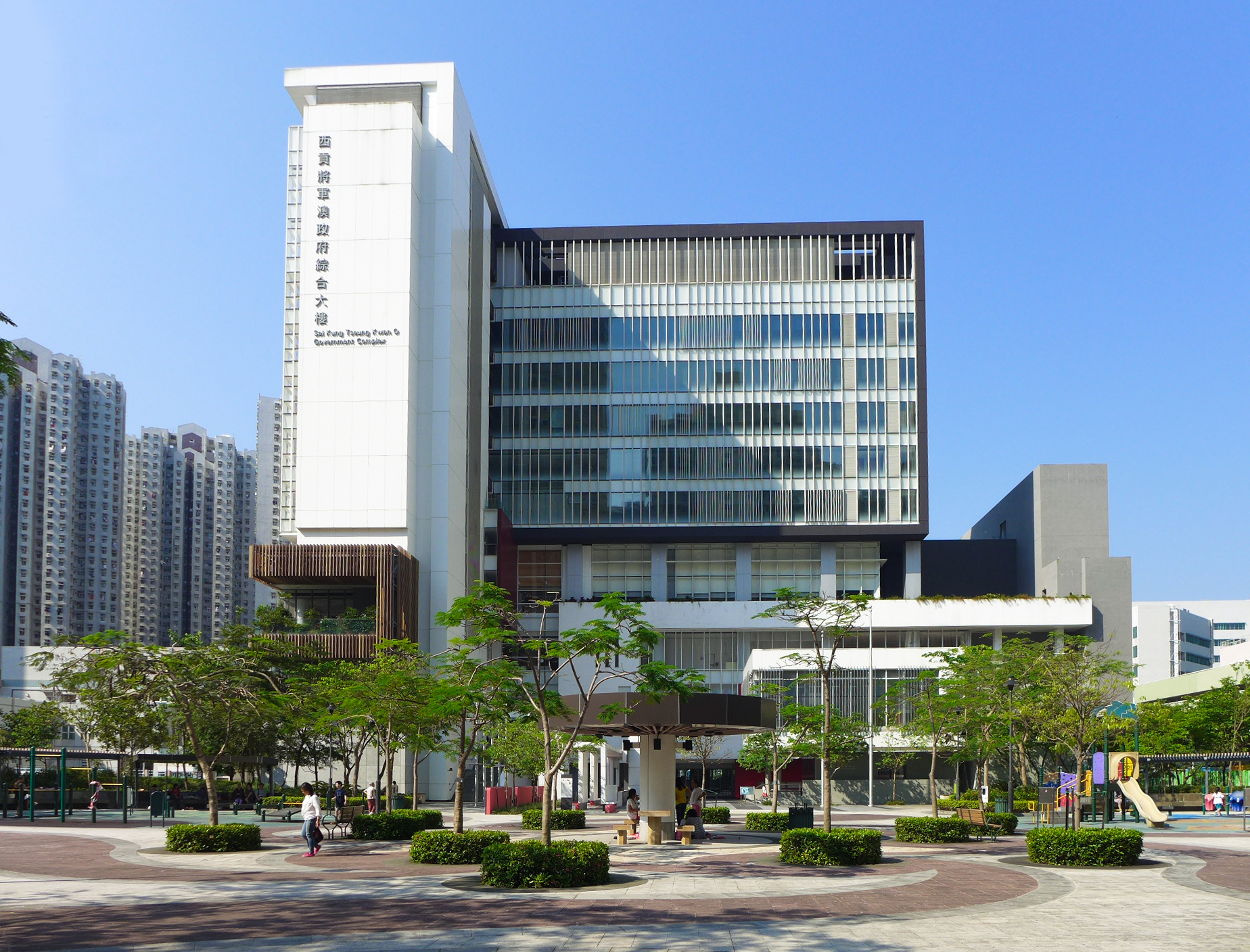
西貢將軍澳政府綜合大樓

坑口首個落成的屋苑為1990年落成的私人參建居屋富寧花園。其後由Hening Investment Ltd.於同年落成的安寧花園，入伙後發生嚴重的土地沉降問題，曾使教育水平較低的居民恐慌認為坑口有陸沉的可能。亦因為將軍澳英文前名為Junk Bay（junk可譯為帆船或垃圾），而其後又發生填海地面沉降的事件，致使市民盛傳政府是以垃圾來填海。
坑口第一個公共屋邨是1993年落成的厚德邨。發展至今，坑口還包括有另一個公共屋邨明德邨，居者有其屋包括有頌明苑、裕明苑、顯明苑、煜明苑、和明苑。私人屋苑有東港城、南豐廣場、新寶城、海悅豪園及蔚藍灣畔，此外香港房屋協會在坑口建有「長者安居樂」的長者住屋樂頤居。
政府規劃坑口時，將坑口站作為該區的中心點，鄰近的商場亦已預留接駁空間。在車站落成後，上蓋商場連理街興建天橋連接周邊的商場，包括東港城、南豐廣場、海悅豪園購物商場，而這些商場亦設有天橋連接新寶城商場和TKO Gateway等商場，讓顧客可經天橋網絡來往車站與商場，無需使用地面過路設施，惟由於海悅豪園位於車站B出口對面，該處設有行人過路設施，加上海悅豪園購物商場面積不大，吸引力一般，該段行人天橋使用率相對不算高。
厚德商場（現TKO Gateway）曾有日本百貨公司八佰伴進駐，為當年將軍澳最熱鬧的購物商場。八佰伴在1997年10月結業後，將軍澳最大購物商場的地位被其後落成的東港城、新都城中心等所取代。東港城早期亦有吉之島進駐，不過到了2007年中，由於配合商場重組租戶及進行翻新工程，吉之島被迫遷走。
坑口的公共設施有將軍澳醫院、寶寧路健康中心、西貢將軍澳政府綜合大樓、5個公園、6間小學和3間中學。如今坑口已佈滿公營房屋和私人樓宇，較少有休憩地方，因而經常被人批評該區樓宇密度過高，並指部分屋苑是「屏風樓」，使得其他屋苑的景觀和空氣流通甚差。

## 區內屋苑

### 公共屋邨
- 厚德邨
- 明德邨

### 居屋及私人參建居屋
- 富寧花園
- 安寧花園
- 頌明苑
- 裕明苑
- 煜明苑
- 顯明苑
- 和明苑
- 昭明苑

### 私人屋苑
- 南豐廣場
- 東港城
- 海悅豪園
- 新寶城
- 蔚藍灣畔

### 村屋
- 坑口村
- 田下灣村
- 水邊村

### 屋苑一覽

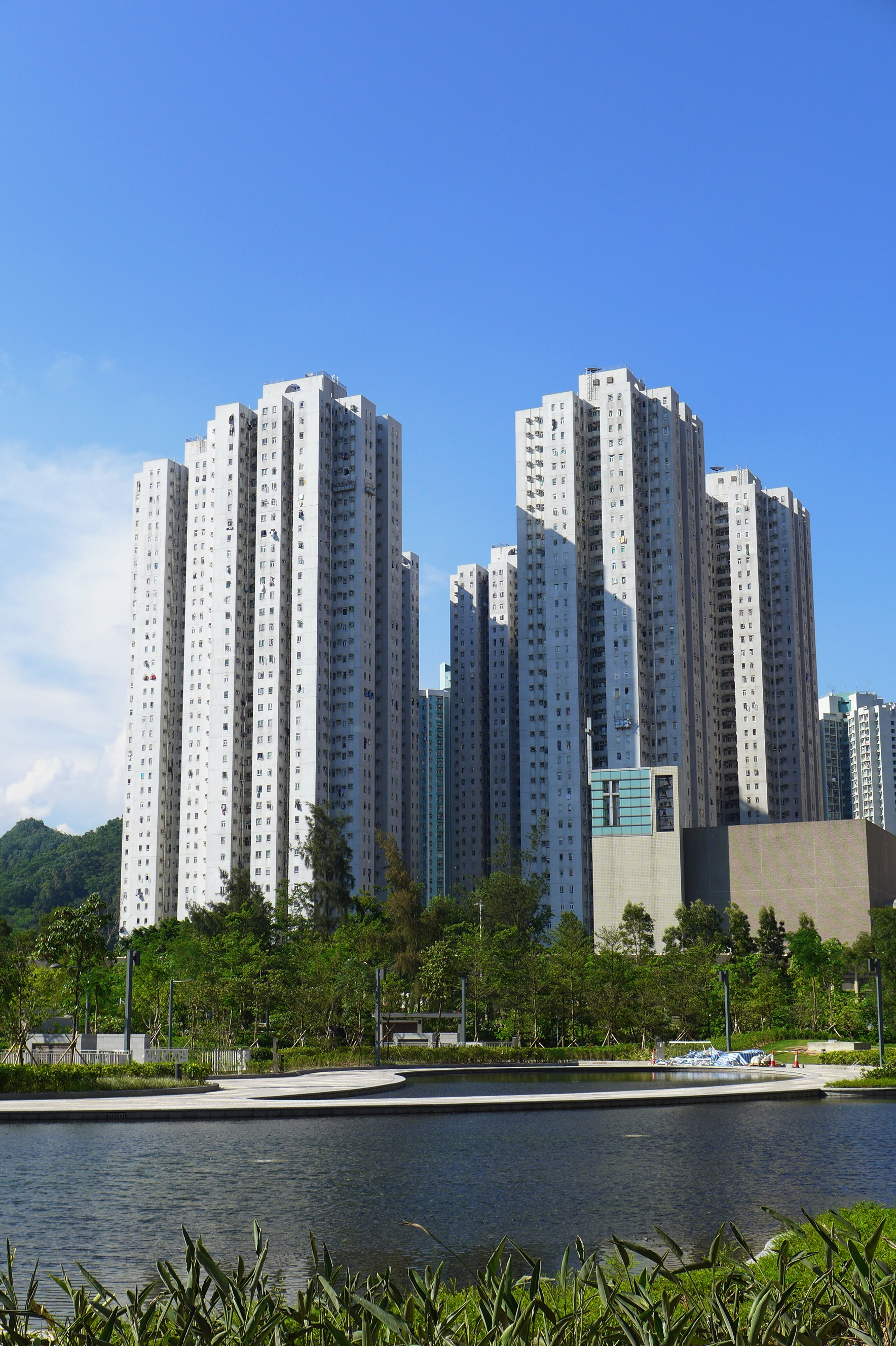
安寧花園
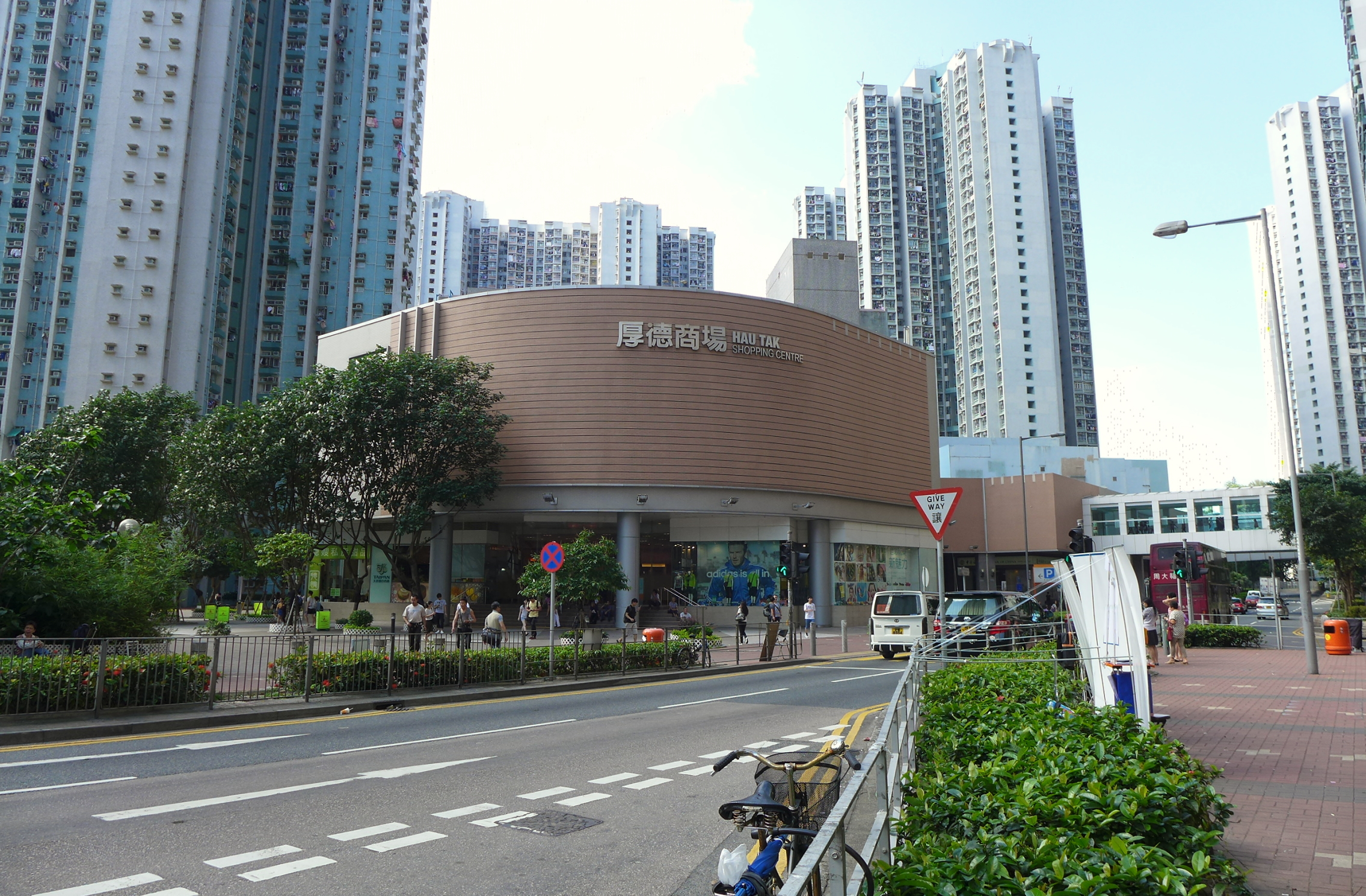
厚德邨及頌明苑
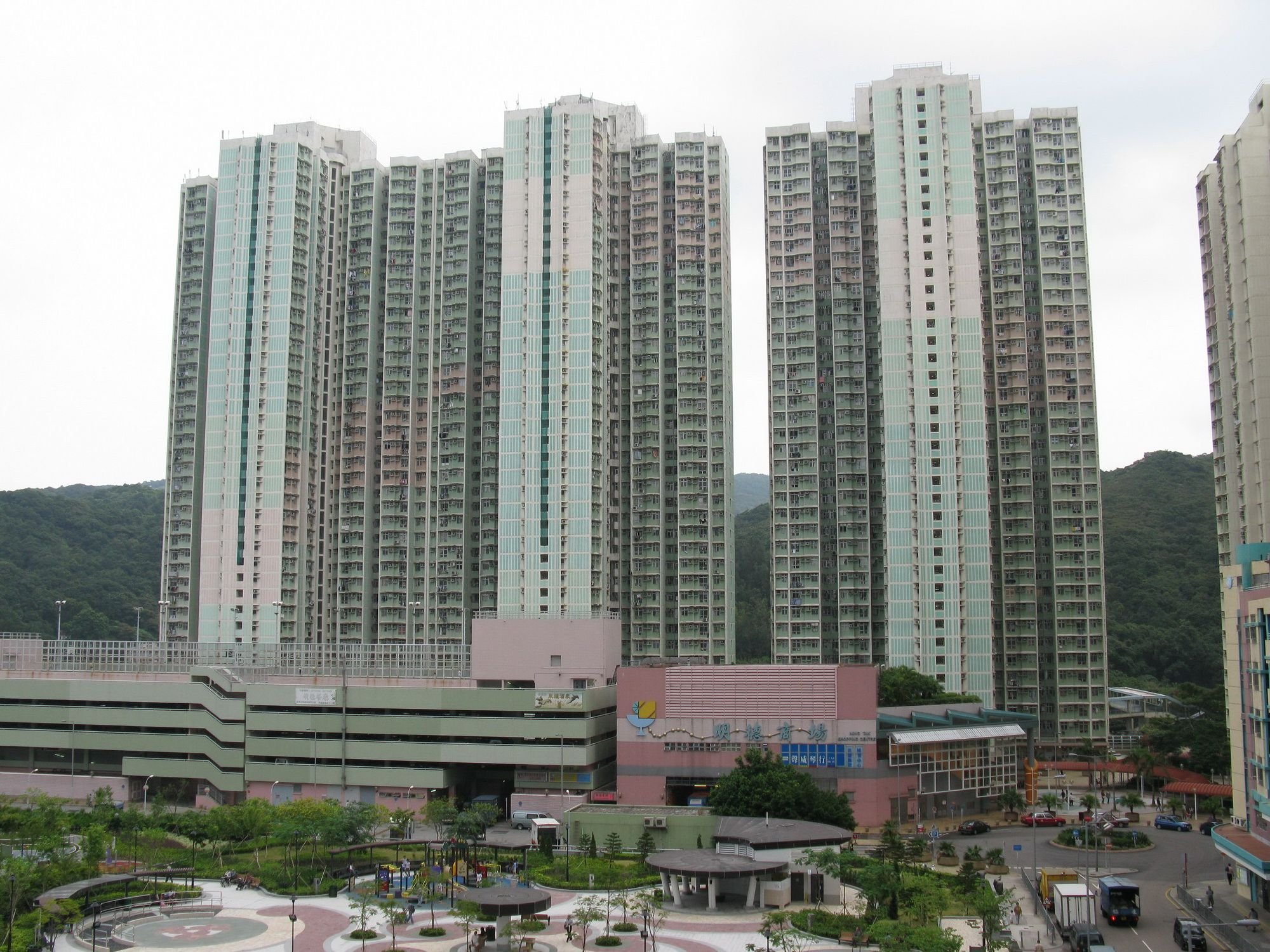
明德邨
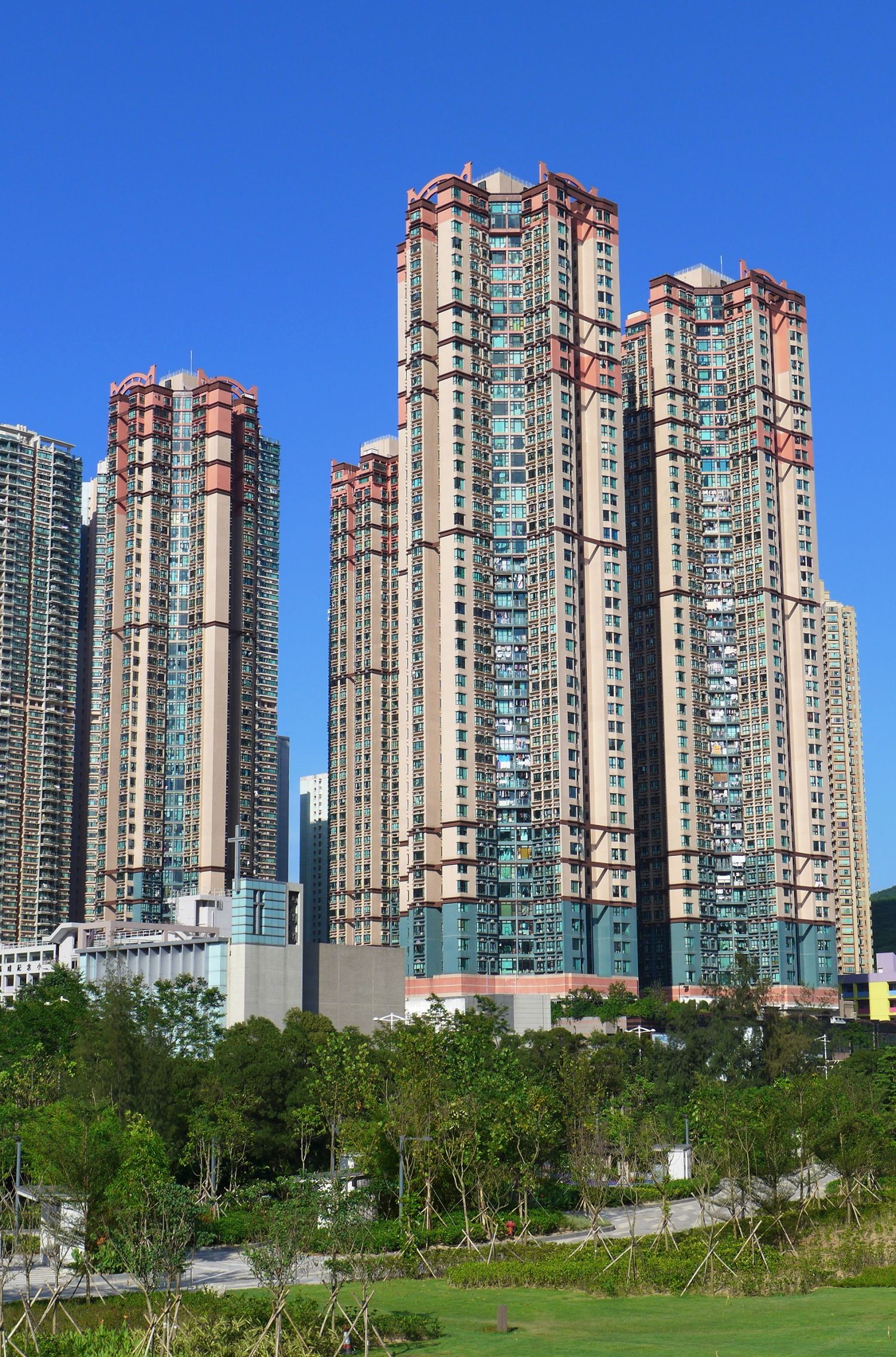
南豐廣場
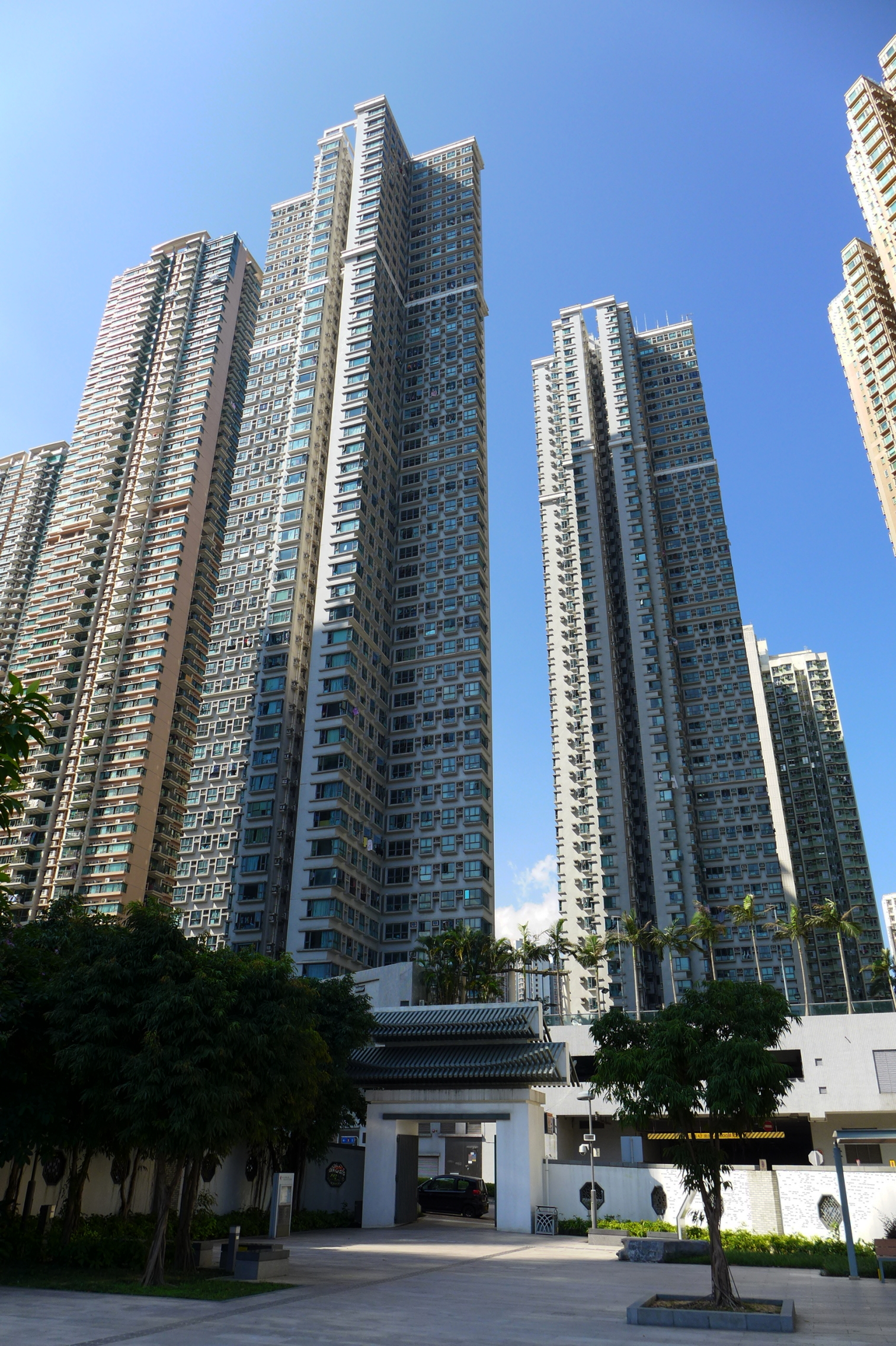
海悅豪園
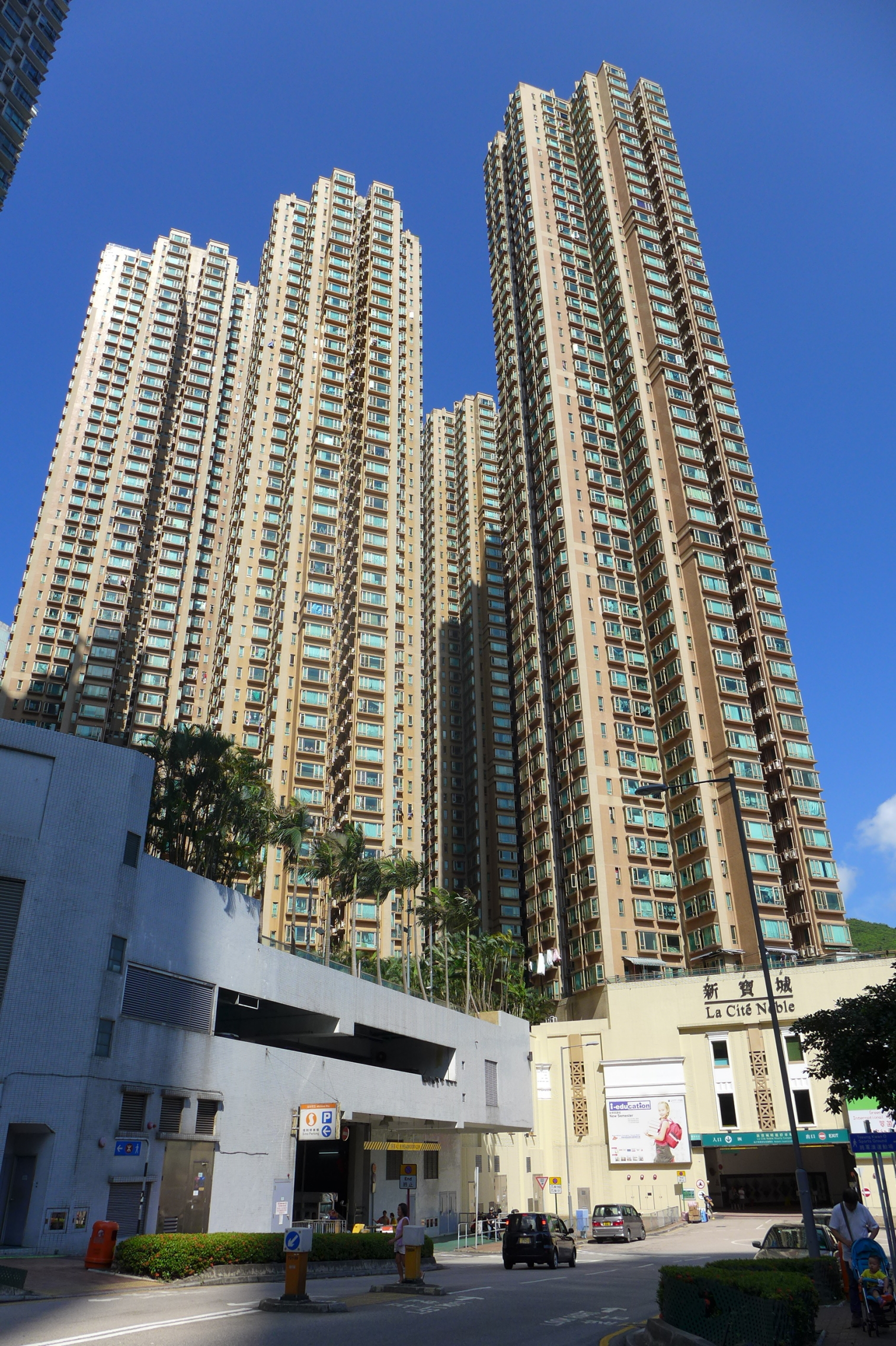
新寶城
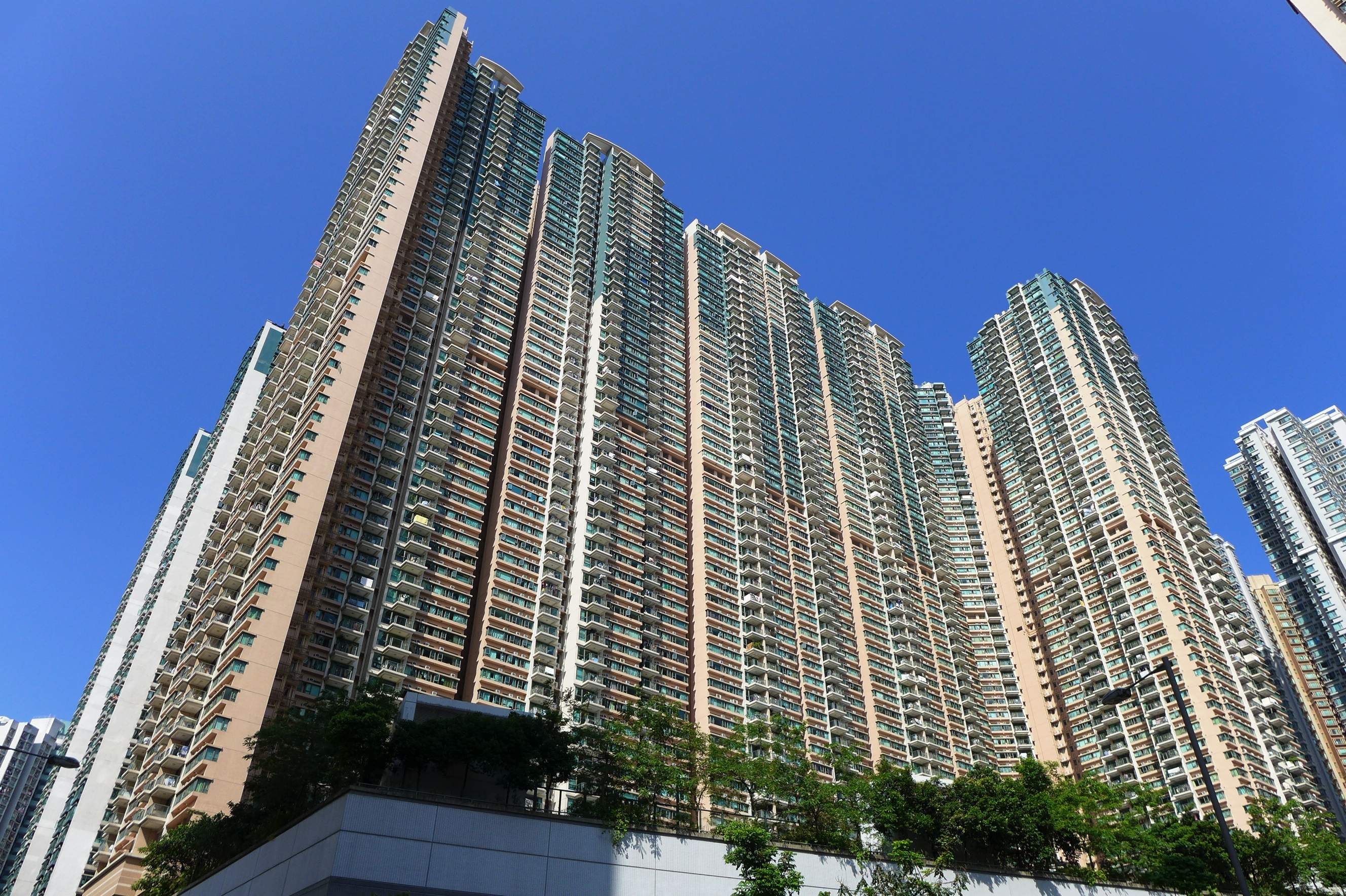
蔚藍灣畔

## 區內商場
- 東港城
- 連理街
- 南豐廣場
- TKO Gateway（前厚德商場）
- 新寶城
- 海悅豪園購物商場
- 明德商場
- 富寧花園商場

### 商場一覽

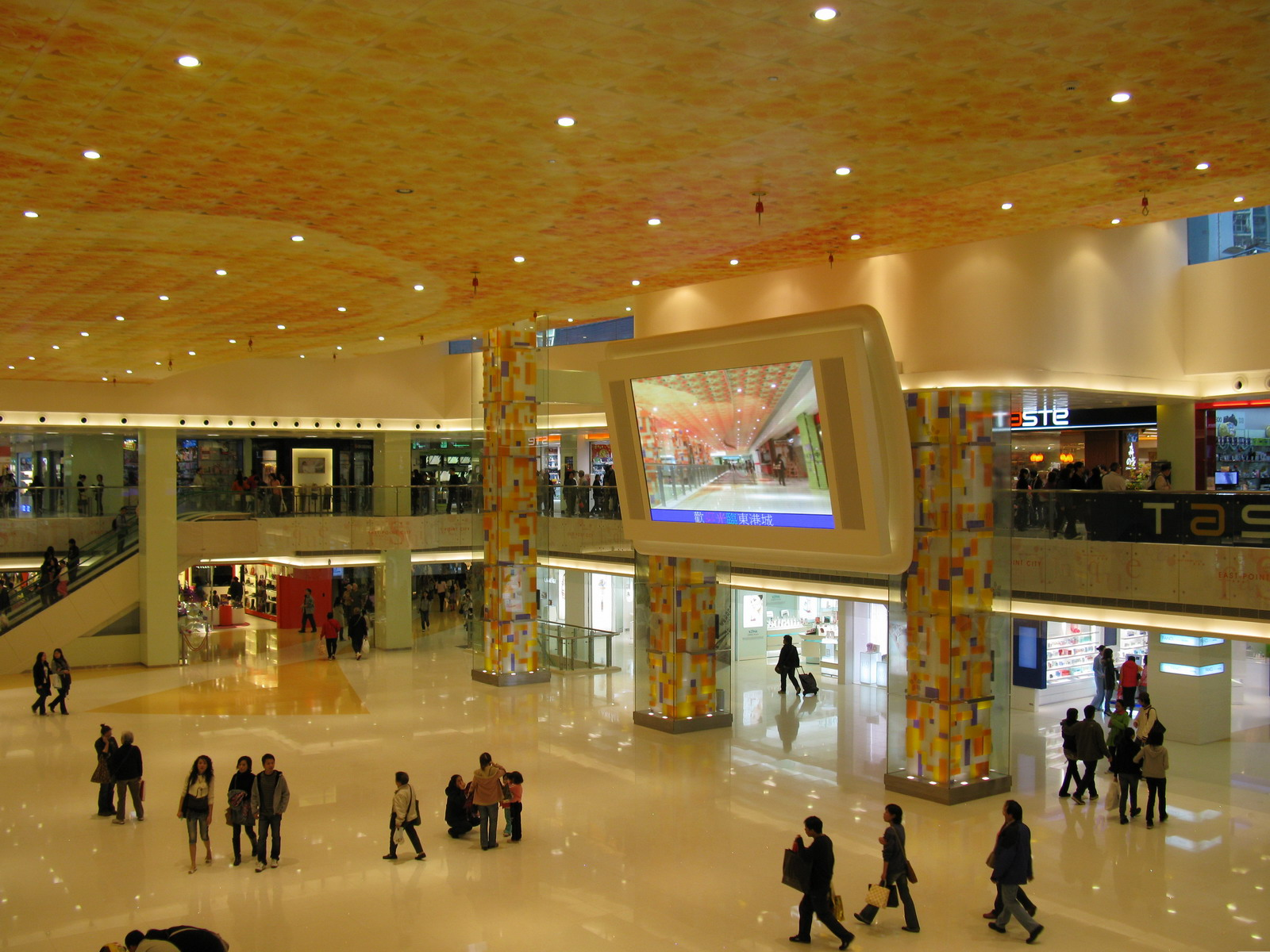
東港城
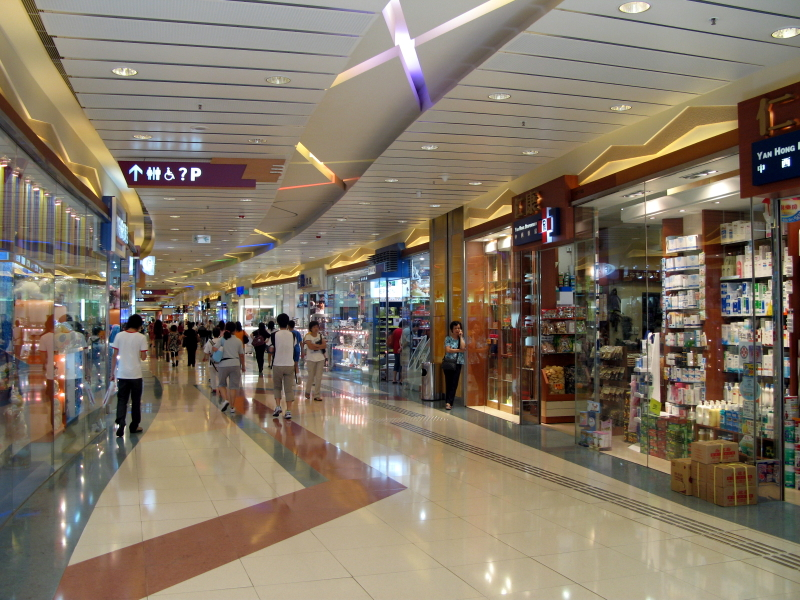
連理街
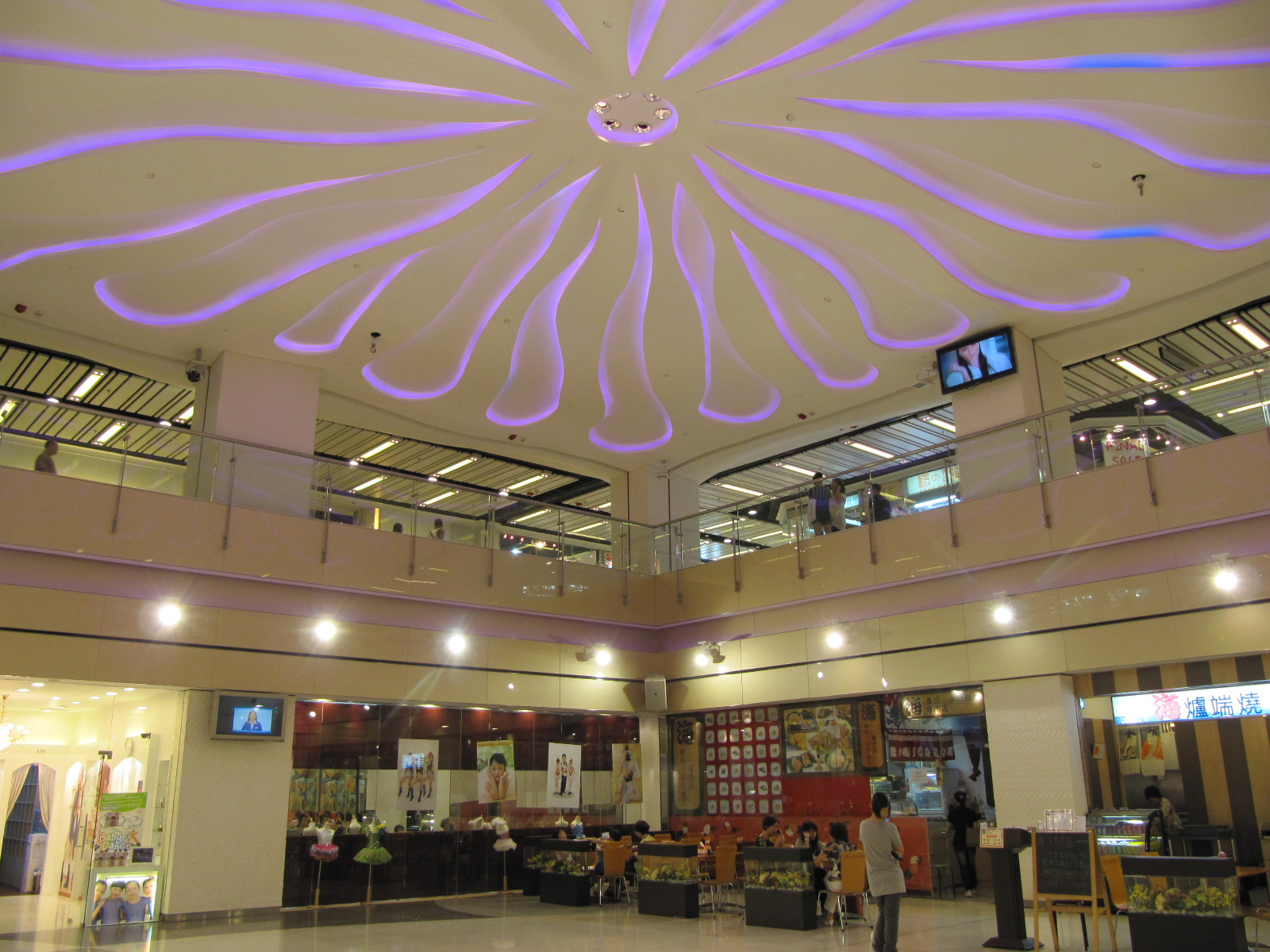
南豐廣場
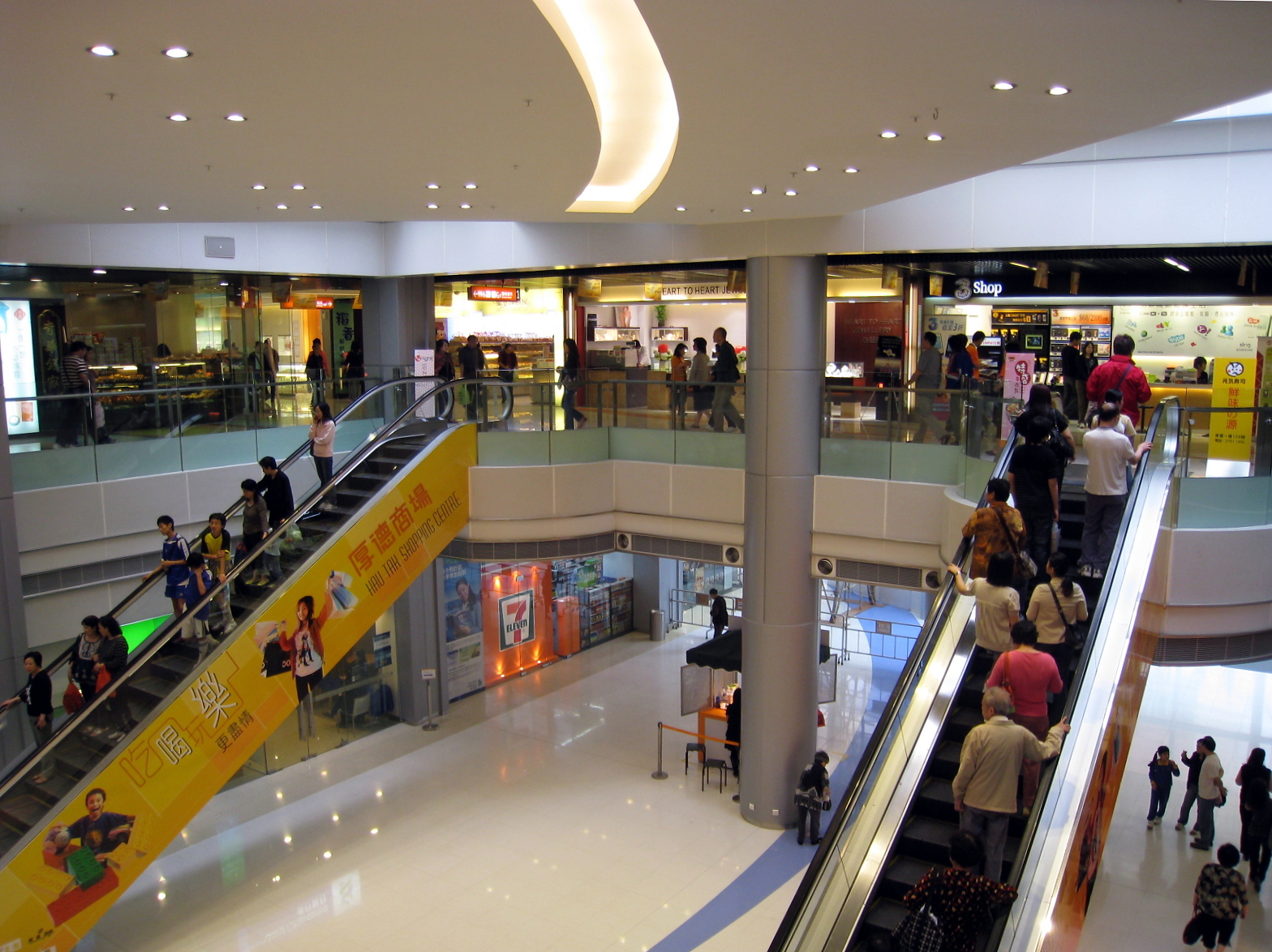
TKO Gateway

## 交通

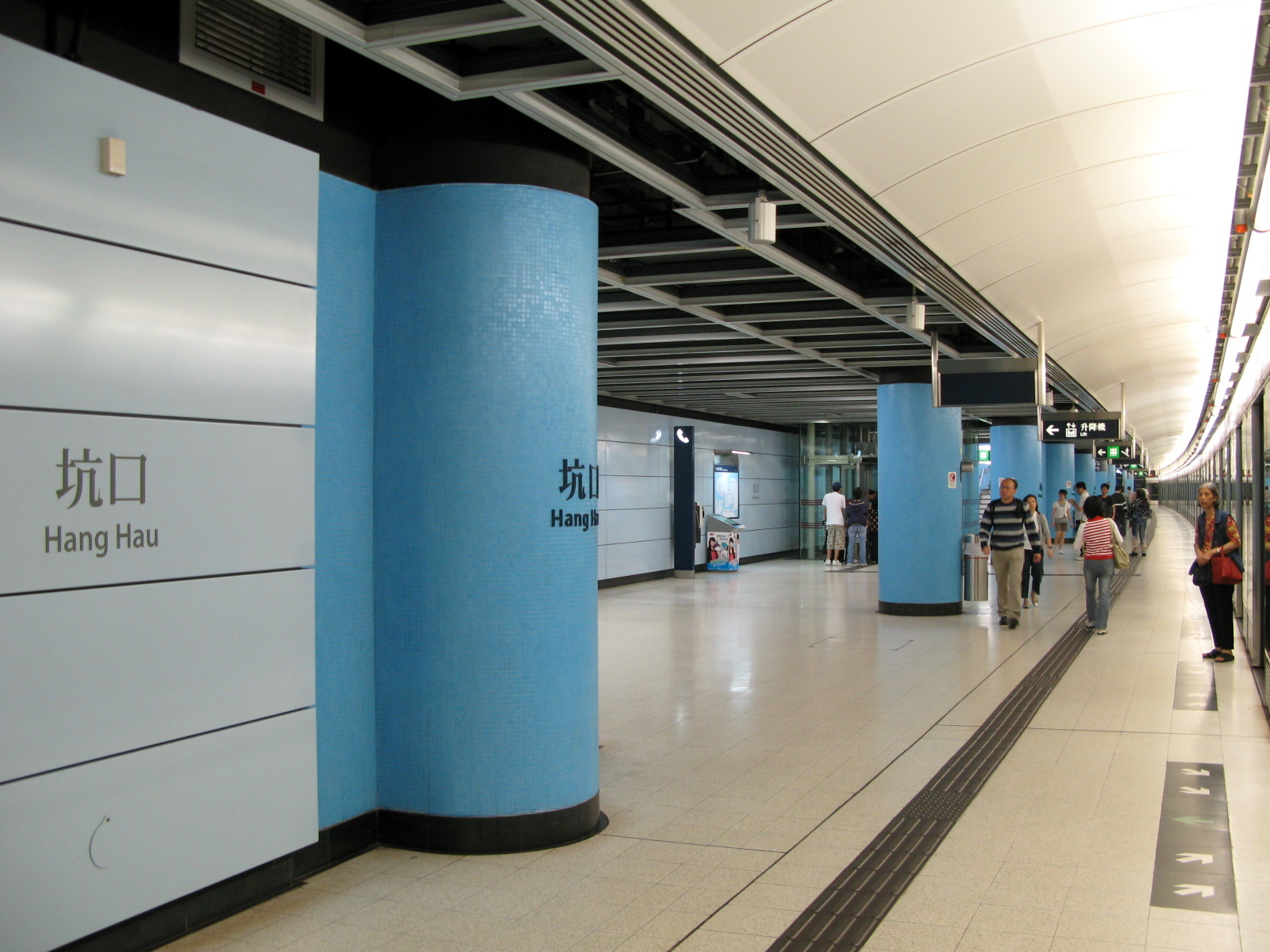
港鐵坑口站

將軍澳新市鎮發展以前，只能從清水灣道和坑口道前往坑口，故坑口道一帶仍是新界的士可駛入的途經地方（只供前往坑口站）。區內首條巴士路線為1976年4月1日開辦的九龍巴士91A線，前往黃大仙（1979年改為91M線，總站改為鑽石山站）。直到寶琳北路伸延至坑口後，才有另一條前往觀塘的98A線。
地鐵（今港鐵）將軍澳綫在2002年8月通車後，坑口的交通更為便利，亦成為西貢鄉郊繼彩虹站搭乘地鐵的轉車站。坑口站建有坑口站公共運輸交匯處，上蓋為私人屋苑蔚藍灣畔，約半小時即可抵達中、上環商業區，另一巴士總站坑口（北）公共運輸交匯處則位於將軍澳醫院旁。

## 區議會議席分佈
為方便比較，以下列表以環保大道、昭信路、坑口道、影業路、寶寧路、寶順路為範圍。
| 年度/範圍                      | 2000-2003  | 2004-2007  | 2008-2011  | 2012-2015  | 2016-2019  | 2020-2023  | 2024-2027      |
| ------------------------------ | ---------- | ---------- | ---------- | ---------- | ---------- | ---------- | -------------- |
| 坑口村、水邊村                 | 坑口東選區 | 坑口東選區 | 坑口東選區 | 坑口東選區 | 坑口東選區 | 坑口東選區 | 西貢及坑口選區 |
| 厚德邨、頌明苑                 | 厚德選區   | 厚德選區   | 厚德選區   | 厚德選區   | 厚德選區   | 厚德選區   | 將軍澳北選區   |
| 富寧花園、裕明苑               | 富明選區   | 富裕選區   | 富藍選區   | 富藍選區   | 富藍選區   | 富藍選區   | 將軍澳北選區   |
| 將軍澳醫院                     | 東明選區   | 富裕選區   | 富藍選區   | 富藍選區   | 富藍選區   | 富藍選區   | 將軍澳北選區   |
| 蔚藍灣畔                       | 東明選區   | 環保選區   | 富藍選區   | 富藍選區   | 富藍選區   | 富藍選區   | 將軍澳北選區   |
| 東港城                         | 東明選區   | 富裕選區   | 南安選區   | 南安選區   | 南安選區   | 南安選區   | 將軍澳北選區   |
| 和明苑、煜明苑、顯明苑、明德邨 | 東明選區   | 德明選區   | 德明選區   | 德明選區   | 德明選區   | 德明選區   | 將軍澳北選區   |
| 海悅豪園                       | 安康選區   | 德明選區   | 德明選區   | 德明選區   | 德明選區   | 德明選區   | 將軍澳北選區   |
| 安寧花園、南豐廣場             | 安康選區   | 環保選區   | 南安選區   | 南安選區   | 南安選區   | 南安選區   | 將軍澳北選區   |
| 新寶城                         | 安康選區   | 環保選區   | 南安選區   | 南安選區   | 軍寶選區   | 軍寶選區   | 將軍澳北選區   |

註：以上主要範圍尚有其他細微調整（包括編號），請參閱有關區議會選舉選區分界地圖及條目。

## 相關圖書
- 《坑口風物志》（葉德平主編）

## 鄰近地區
- 將軍澳市中心
- 清水灣半島
- 寶林
- 日出康城

## 參看
- 將軍澳
- 將軍澳新市鎮
- 西貢區

## 備註
1. ↑  華僑日報. . 1990-08-28  [2022-04-17]. （原始内容存档于2022-09-19）.
2. ↑  華僑日報. . 1991-06-08.
3. ↑  九巴91A線在1979年地鐵觀塘綫通車後改為91M線前往鑽石山站，在1983年至1997年間曾縮短至彩虹站。

## 外部連結
- 臨時立法會房屋事務委員會資料文件－安寧花園土地沉降維修事宜 （页面存档备份，存于） （页面存档备份，存于）